# Fényes
Fényes is een deel van de stad Békéscsaba in het Hongaarse comitaat Békés. Fényes telt 712 inwoners.